# Petr Bucháček
Petr Bucháček (Řetová, Regió de Pardubice, 9 de juny de 1948) va ser un ciclista txecoslovac, d'origen txec. Va guanyar una medalla de bronze al Campionat del Món de contrarellotge per equips de 1975. Va participar en els Jocs Olímpics de 1976.